# Harriet Lane
Harriet Rebecca Lane Johnston, née le 9 mai 1830 dans le comté de Franklin et morte le 3 juillet 1903 à Narragansett, est une personnalité américaine. Nièce de James Buchanan, président des États-Unis demeuré célibataire, elle est Première dame des États-Unis de 1857 à 1861.

## Biographie

### Jeunesse et famille
La famille d'Harriet Lane est originaire du comté de Franklin en Pennsylvanie. Elle est la plus jeune enfant d'Elliott Tole Lane, marchand, et de Jane Buchanan. Elle devient orpheline à l'âge de onze ans après la mort de son père, sa mère étant morte deux ans auparavant. Elle demande alors que son oncle préféré, James Buchanan, devienne son tuteur légal. Buchanan, sénateur démocrate célibataire, gâtait ses nièces. Il les envoya en pension à Charleston, puis à l'Academy of the Visitation Convent du quartier de Georgetown à Washington pour deux ans. À cette époque, Buchanan est secrétaire d'État et les introduit dans les cercles mondains comme il l'avait promis.
En 1854, Harriet Lane le rejoint à Londres où il est ambassadeur. La reine Victoria attribue à cette « chère Mademoiselle Lane », le rang d'épouse d'ambassadeur et des soupirants répandent la réputation de sa beauté. Physiquement, « Hal » Lane est de taille moyenne, avec d'épais cheveux clairs, presque dorés.

### Première dame des États-Unis
Après la misère de l'administration Pierce, la capitale accueille avidement sa nouvelle « reine démocratique » à la Maison-Blanche en 1857. Harriet est une hôtesse populaire durant les quatre années de la présidence de Buchanan. Les femmes copient ses styles vestimentaires et capillaires, en particulier lorsqu'elle raccourcit l'encolure de sa robe inaugurale d'environ six centimètres. Les parents nomment également leurs filles d'après elle et une chanson populaire (Listen to the Mockingbird) lui est dédiée. Elle utilise alors sa position pour promouvoir certaines causes comme l'amélioration des conditions de vie des Amérindiens dans les réserves. Par sa popularité et son implication, elle est considérée comme la première des Premières dames modernes. Le yacht présidentiel est nommé d'après elle et mis en service durant la guerre de Sécession.
Avec l'accroissement des tensions, elle accorde une attention particulière à l'agencement de ses dîners officiels hebdomadaires, afin que les dignitaires soient toujours placés en priorité et que les ennemis politiques soient clairement séparés. Son tact ne s'altère pas mais sa tâche devient bientôt impossible, tout comme celle de son oncle. Sept États ont déjà fait sécession au moment où Buchanan se retire de la présidence et où il retourne avec sa nièce dans leur spacieuse maison de campagne, Wheatland, près de Lancaster en Pennsylvanie.
À partir de son adolescence, la populaire Miss Lane avait entretenu une cour joyeuse avec de nombreux prétendants, les qualifiant d'« agréables mais [de] terriblement pénibles » (pleasant but dreadfully troublesome). Buchanan la met souvent en garde contre un mariage hâtif et elle attend presque jusqu'à ses 36 ans avant de se marier. Elle choisit, avec l'accord de son oncle, Henry Elliott Johnston, un banquier de Baltimore. Au cours des dix-huit années suivantes, elle perd son oncle, ses deux jeunes fils et son mari.

### Vie après la Maison-Blanche
Par la suite, elle décide de vivre à Washington et elle est mentionnée presque toutes les semaines de 1884 à 1902 dans les pages société du Washington Star, devenu aujourd'hui le Washington Post.
Elle fait l'acquisition d'une collection d'art, principalement d'œuvres européennes, qu'elle décide de léguer à l'État. Acceptée par le gouvernement après sa mort en 1903, cette collection lui vaut le surnom de First Lady of the National Collection of Fine Arts, qui lui est donnée par un fonctionnaire de la Smithsonian Institution.
De plus, elle fait don d'une importante somme à un foyer pour enfants invalides de l'hôpital Johns Hopkins à Baltimore, lequel est devenu un service de pédiatrie renommé. De nos jours, le Harriet Lane Outpatient Clinics permet de soigner des milliers d'enfants et le manuel de référence des pédiatres, le Harriet Lane Handbook, porte son nom.
Ainsi, Harriet rédige son testament en 1895 et vit encore huit années durant lesquelles le pays entre dans une période de prospérité, accroissant par conséquent la valeur de ses biens. De nombreux hommes d'églises épiscopales étaient ses amis. À ce sujet, elle ajoute à son testament, en 1899, sa volonté de construire une école sur les terrains de la cathédrale nationale de Washington et demanda à ce qu'elle soit appelée le bâtiment Lane-Johnston afin que le nom de son mari soit associé au sien en souvenir de leurs fils bien-aimés. Un autre ajout en 1903 accroît son don d'un tiers mais stipule que seule la moitié du montant total devait être allouée au bâtiment. Le restant devait servir à éduquer les jeunes choristes, en particulier ceux de la cathédrale. Ce legs sert à fonder, en octobre 1909, la prestigieuse école pour garçons, aujourd'hui appelée St. Albans School.
Elle est inhumée à Baltimore, au Green Mount Cemetery, où sa tombe est marquée d'une croix celtique.

### Hommages
- Les gardes-côtes des États-Unis ont nommé trois de leurs vaisseaux en son honneur.
  - Le premier est le USS Harriet Lane, construit en 1857 et ensuite redéployé comme navire de la marine en 1861 à cause de la guerre civile. Il est capturé en 1863 par la marine confédérée.
  - Le second navire était le USCGC Harriet Lane (WSC-141), construit en 1926 et démantelé en 1946.
  - Le troisième et dernier navire est le USCGC Harriet Lane (WMEC-903), construit en mai 1984 et toujours en service.
- Les Harriet Lane Outpatient Clinics continuent également leurs activités tout autour du monde.
- La chanson Listen to the Mockingbird a été écrite pour elle.
- Miss Lane fait l'objet d'un livre, Harriet Lane: America's First Lady de Milton Stern[4], seule véritable biographie de Miss Lane et dont la couverture reprend la seule image connue d'elle dans sa robe inaugurale.

## Sources
- (en) Cet article est partiellement ou en totalité issu de l’article de Wikipédia en anglais intitulé « Harriet Lane » (voir la liste des auteurs).
- Texte basé sur la biographie officielle de la Maison Blanche(en)
- Margaret Brown Klapthor, The First Ladies, 1995, White House Historical Association,  (ISBN 0-912308-58-3)
- Bergheim, Laura (1992). The Washington Historical Atlas: Who Did What When and Where in the Nation's Capital,  Woodbine House, 219.  (ISBN 0-933149-42-5) (en).
- John Updike, Buchanan Dying, 1974, une pièce de théâtre. (Ms. Johnston est un personnage de cette pièce sur le Président Buchanan). (en)